# Moraea caeca
Moraea caeca är en irisväxtart som beskrevs av Thomas Theodore Barnard och Peter Goldblatt. Moraea caeca ingår i släktet Moraea och familjen irisväxter. Inga underarter finns listade i Catalogue of Life.